# Tranen voor het verzet
Tranen voor het verzet ofwel Twee tranen is een artistiek kunstwerk in Amsterdam-Centrum.

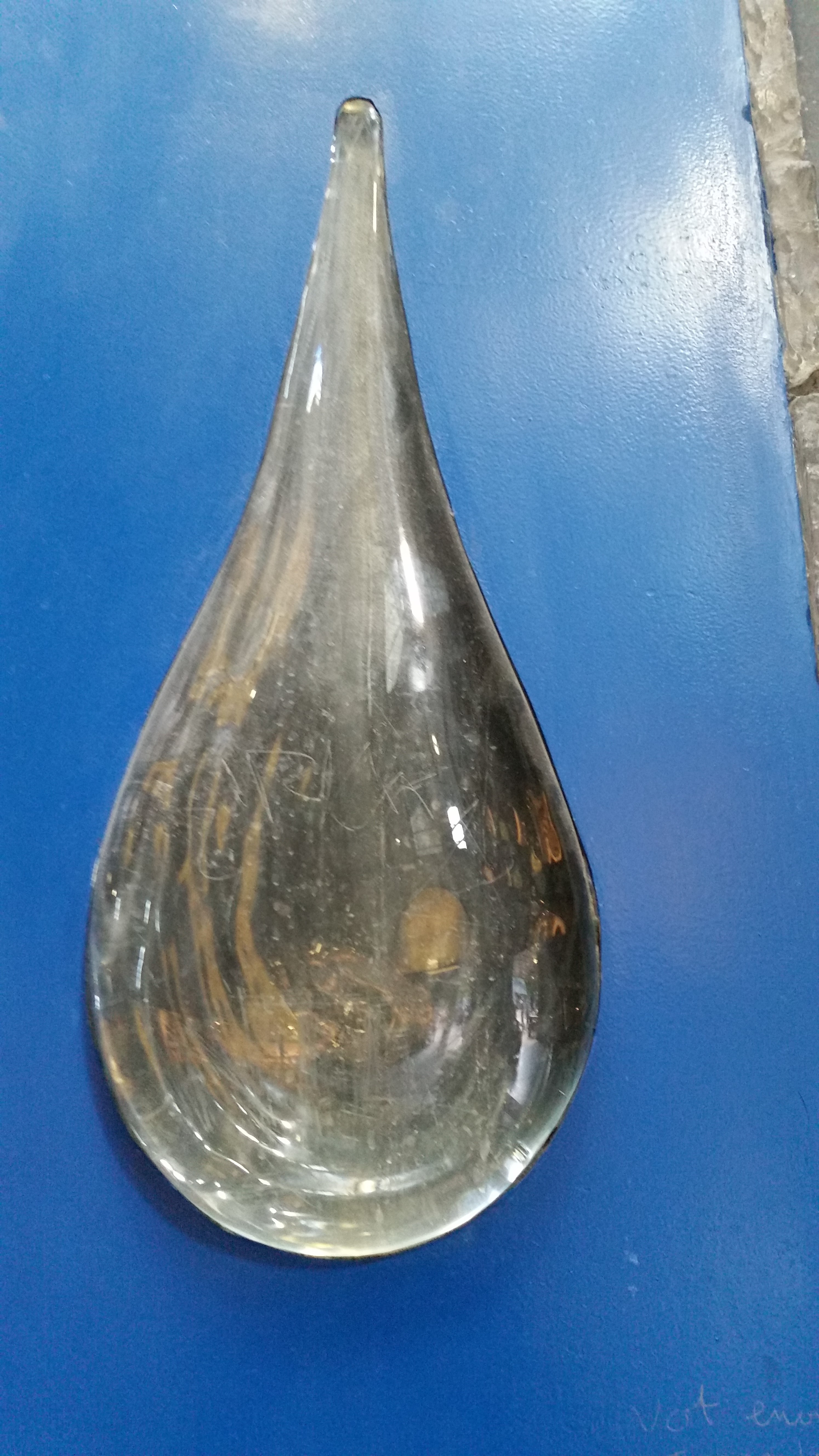
Een traan (augustus 2019)

De twee tranen van glas op een blauwe plaat is een schepping van Bernard Heesen. Heesen gaf met de tranen het leed veroorzaakt door de Tweede Wereldoorlog weer. Het werk hangt in een van de doorgangen van het Max Euweplein. Dat plein is aangelegd op de terreinen van het voormalige Huis van Bewaring aan de Weteringschans. Dat gebouw werd tijdens de bezetting door Nazi-Duitsland door de Sicherheitsdienst en Gestapo gebruikt. Onder de tranen is een verklarende tekst te vinden:
Dit gebouw, het voormalige Huis van Bewaring, werd tijdens de
Duitse bezetting door de SD en Gestapo  gebruikt voor politieke
gevangenen. Voor velen was dit het eerste station op de weg naar
concentratiekampen, Duitse gevangenissen en plaatsen waar zij,
die zich tegen bezetter te weer stelden, ter dood werden gebracht.
In 1944 zijn twee overvallen op dit gebouw gepleegd in een
poging hen te bevrijden. De eerste overval stond onder leiding van
Gerrit Jan van der Veen. De tweede werd geleid door Johannes Post.
De Tranen voor het verzet werd op 25 februari 1993, toen ook de Februaristaking werd herdacht, door burgemeester Ed van Thijn onthuld in aanwezigheid van de weduwen van Dirk Walda (lid van het comité Februaristaking bij de Ford-fabrieken) en Gerrit Jan van der Veen. De gedenkplaat werd vervolgens geadopteerd door het Amsterdams Lyceum, dat gedurende de bezetting zowel mensen verloor na vergelding na een verzetsactie alsook 92 leerlingen aan de Jodenvervolging. Sommigen van die slachtoffers waren in deze gevangenis opgesloten geweest. Op dezelfde dag kregen straat in Geuzenveld-Slotermeer, die naar verzetsmensen waren vernoemd nieuwe straatborden met meer uitleg over hun acties.
In de directe omgeving in die (onder)doorgang  staat de Gedenksteen voor het voormalig Huis van Bewaring van Pieter Zaanen, de architect van de gebouwen rondom het Max Euweplein.